# Свети Николай (Божица)
„Свети Николай“ (на сръбски: Храм св. оца Николаја) е православна църква в босилеградското село Божица, югоизточната част на Сърбия. Част е от Вранската епархия на Сръбската православна църква.
Църквата е издигната в центъра на селото в 1895 година в центъра на селото. Представлява каменна постройка, изписана цялостно отвътре от майстор Георги Яковлев. В храма има 47 икони.